# Tommy Skjerven
Tommy Skjerven (Kaupanger, 25 juli 1967) is een Noors voormalig voetbalscheidsrechter. Hij was in dienst van FIFA en UEFA tussen 2001 en 2012. Ook leidde hij tot 2021 wedstrijden in de Tippeligaen.
Op 23 augustus 2001 leidde Skjerven zijn eerste wedstrijd in Europees verband tijdens een wedstrijd tussen Litex Lovetsj en Longford Town in de eerste voorronde van de UEFA Cup; het eindigde in 2–0 en de Noor gaf drie gele kaarten. Zijn eerste interland floot hij op 31 maart 2004, toen Polen met 0–1 verloor van de Verenigde Staten door een doelpunt van DaMarcus Beasley. Tijdens dit duel hield Skjerven zijn kaarten op zak.

## Interlands
| Datum            | Plaats                   | Wedstrijd                | Uitslag | Competitie           | Kreeg geel | Kreeg voor de tweede keer geel en dus rood | Weggestuurd |
| ---------------- | ------------------------ | ------------------------ | ------- | -------------------- | ---------- | ------------------------------------------ | ----------- |
| 31 maart 2004    | Płock, Polen             | Polen – Verenigde Staten | 0 – 1   | Vriendschappelijk    | 0          | 0                                          | 0           |
| 17 november 2004 | Trnava, Slowakije        | Slowakije – Slovenië     | 0 – 0   | Vriendschappelijk    | 3          | 0                                          | 0           |
| 2 september 2006 | Belfast, Noord-Ierland   | Noord-Ierland – IJsland  | 0 – 3   | EK 2008 kwalificatie | 2          | 0                                          | 0           |
| 26 mei 2007      | Wrexham, Wales           | Wales – Nieuw-Zeeland    | 2 – 2   | Vriendschappelijk    | 2          | 0                                          | 0           |
| 2 juni 2007      | Sint-Petersburg, Rusland | Rusland – Andorra        | 4 – 0   | EK 2008 kwalificatie | 2          | 0                                          | 0           |
| 16 maart 2008    | Kópavogur, IJsland       | IJsland – Faeröer        | 3 – 0   | Vriendschappelijk    | 2          | 1                                          | 0           |
| 5 september 2009 | Kayseri, Turkije         | Turkije – Estland        | 4 – 2   | WK 2010 kwalificatie | 2          | 0                                          | 0           |
| 12 oktober 2010  | Tallinn, Estland         | Estland – Slovenië       | 0 – 1   | EK 2012 kwalificatie | 2          | 0                                          | 0           |